# Verlag L. Ehlermann
Der Verlag L. Ehlermann war ein Buchverlag in Hannover, Dresden und Düsseldorf.

## Geschichte

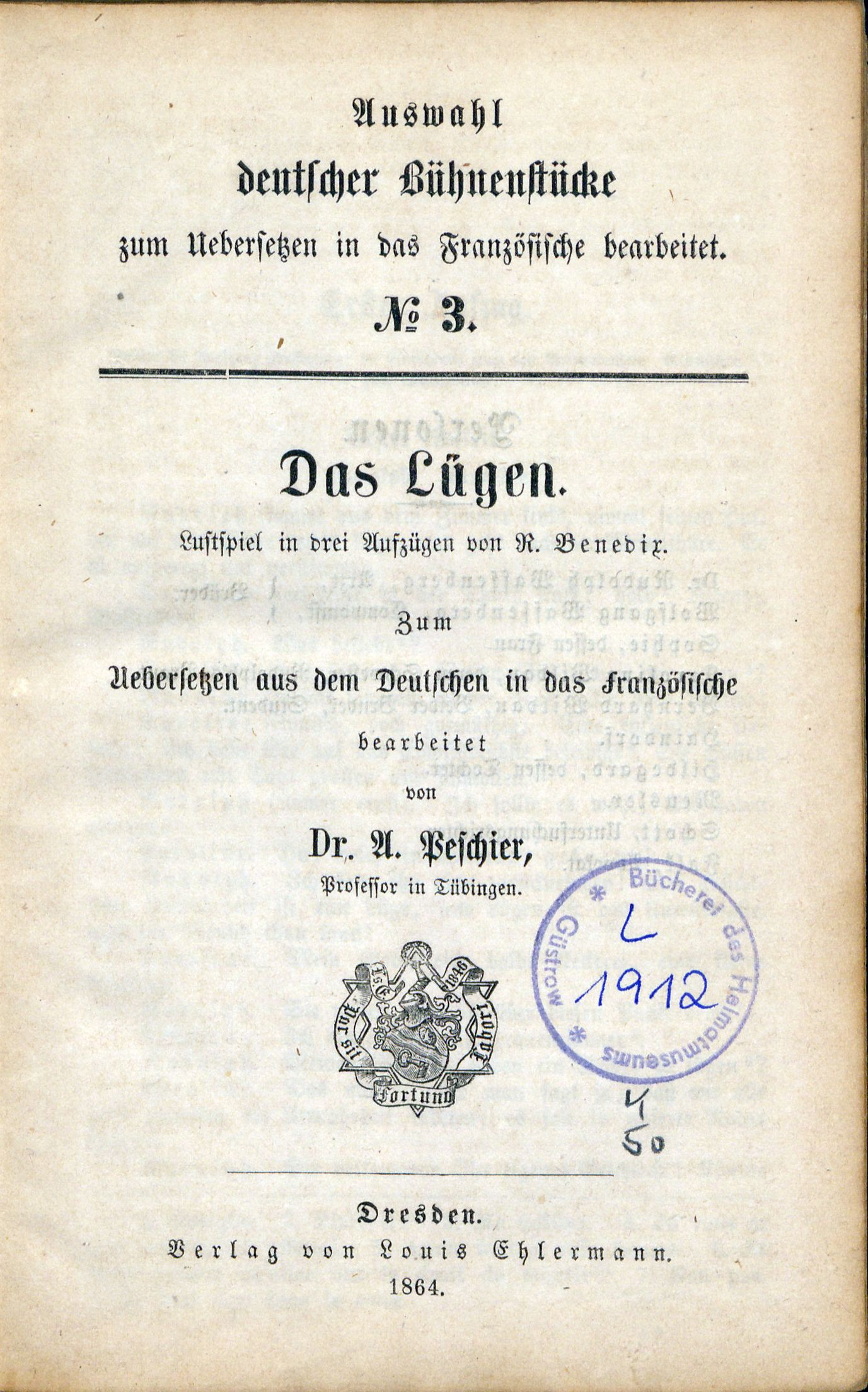
Titelseite von Roderich Benedix’ Das Lügen (1864)

1823 wurde in Hannover eine Verlagsbuchhandlung (oder Buchhandlung?) gegründet. 1845 übernahm sie Louis Ehlermann (1817–1880). 1860 verlegte er sie nach Dresden. 1886 übernahm der Sohn Erich Ehlermann (1857–1937) den Verlag. Seit den 1920er Jahren war der Sitz in der Villa Leubnitzer Straße 16. Um 1937 übernahm Heinrich Ehlers die Leitung.
Nach 1945 durfte der Verlag L. Ehlermann mit sowjetischer Lizenz in der Comeniusstraße 106 weiterbestehen.
Um 1950 übersiedelte er nach Düsseldorf. Die Verlagsrechte in der DDR übernahm offenbar der Akademie-Verlag in Berlin, zu dem es noch einige Jahre offizielle Kontakte und Kooperationen gab.
1959/60 wurde der Verlag L. Ehlermann wahrscheinlich dem Schroedel Verlag in Düsseldorf eingegliedert. Dieser wurde später Teil der Westermann Gruppe.

## Publikationen
Im Verlag L. Ehlermann erschienen vor allem Schulbücher. Daneben gab es einige belletristische Titel. Ein Sammelwerk war der Grundriss zur Geschichte der deutschen Dichtung, der von seinem Beginn 1857 bis zur Übersiedlung nach 1951 in etwa 15 Bänden im Verlag erschien.